# Кондак Михайло Адріанович
Кондак Михайло Адріанович (нар.26 травня (7 червня) 1894, с. Яблунівка. тепер Прилуцького р-ну Черніг. обл.— 10 жовтня 1971, Київ) — укр. рад. вчений у галузі теплотехніки, доктор тех. наук (з 1940), засл. Діяч науки і техніки УРСР (з 1964).

## Біографія
Закінчив 1926 Київ. політех. ін-т, з 1929 викладав у ньому. Досліджував способи підвищення ефективності теплосилового устаткування, зокрема газогенераторів великої одиничної потужності для газифікації твердого палива. Розробив способи підвищення потужності невеликих парових котлів. Нагороджений орденами Леніна, «Знак Пошани», медалями.
Член КПРС з 1925.